# Byfjord (Bergen)
Der Byfjord ist ein Fjord in der westnorwegischen Provinz Vestland. Er trennt das Festland mit der Stadt Bergen von der benachbarten Gemeinde Askøy.

## Lage
Der Byfjord erstreckt sich vom Hjeltefjord im Westen zunächst in westnordwestlicher Richtung bis zum Stadtzentrum von Bergen, wo er die Buchten Puddefjord und Vågen bildet. Hier liegt der wirtschaftlich bedeutende Hafen von Bergen. Von Bergen aus verläuft der Fjord in nördlicher Richtung entlang der Ostseite der Insel Askøy, bis er bei Ask mit dem von Nordwesten kommenden Herdlefjord und dem vom Nordosten kommenden Salhusfjord zusammentrifft. Die Gesamtlänge des Fjordes beträgt etwa 17 Kilometer. An seiner tiefsten Stelle, dort wo er seine Richtung wechselt, ist der Byfjord etwa 355 Meter tief.

## Verkehr
Beide Ufer des Byfjords sind, mit Ausnahme der Gegend um den Lyderhorn, dicht besiedelt. Die Europastraßen 16 und 39 verlaufen entlang des Ostufers des Byfjords vom Stadtzentrum bis nach Åsane. Nahe seinem südwestlichen Ende überspannt die Askøy-Brücke den Byfjord. Vom Strandkaien in Bergen verkehren Schnellboote nach Askøy, Frekhaug und Knarvik, Sogndal und Flåm, sowie nach Hardanger und Nordfjord.